# John Heenan
John Carmel Heenan (ur. 26 stycznia 1905 w Ilford, zm. 7 listopada 1975 w Londynie) – angielski duchowny katolicki, arcybiskup Liverpoolu i Westminsteru, kardynał.

## Życiorys
Kształcił się w Ushaw College w Durham oraz na Papieskim Uniwersytecie Gregoriańskim w Rzymie, w Rzymie przyjął święcenia kapłańskie (16 lipca 1930). Pracował jako duchowny w archidiecezji katolickiej Westminster, był m.in. dyrektorem Towarzystwa Misji Katolickich.
27 stycznia 1951 został mianowany przez papieża Piusa XII biskupem Leeds, otrzymał sakrę biskupią 12 marca 1951 w Leeds z rąk arcybiskupa Williama Godfreya (delegata apostolskiego w Wielkiej Brytanii, późniejszego kardynała i arcybiskupa Westminster). W maju 1957 Heenan został przeniesiony na arcybiskupa Liverpoolu i jako zwierzchnik tej metropolii udał się na Sobór watykański II. W trakcie obrad soborowych przeniesiono go na arcybiskupa Westminster (2 września 1963).
22 lutego 1965 został wyniesiony do godności kardynalskiej przez papieża Pawła VI; otrzymał tytuł prezbitera San Silvestro in Capite. Brał udział w sesjach Światowego Synodu Biskupów w Watykanie (1967, 1969 i 1971), od 1968 przewodniczył Konferencji Biskupów Anglii i Walii.